# Bennett (Schiff)
Die USS Bennett (DD-475) war ein zur Fletcher-Klasse gehörender Zerstörer der US Navy. Sie nahm zwischen 1943 und 1945 am Zweiten Weltkrieg teil. Nach Kriegsende gehörte sie zur Reserveflotte und wurde 1959 an Brasilien übergeben. Sie diente in der brasilianischen Marine als CT Paraíba. 1978 wurde der Zerstörer zum Abbruch verkauft.

## Namensgeber
Floyd Bennett (1890–1928) war ein Pilot der US Navy. Er hatte mit Richard Evelyn Byrd versucht, den Nordpol zu erreichen. Obwohl sie den Pol in der Kürze der Flugzeit nicht erreicht haben konnten, wurden sie in der Heimat als Helden gefeiert und mit der Medal of Honor ausgezeichnet.

## Technik

### Rumpf und Antrieb
Der Rumpf der USS Bennett war 114,7 m lang und 12,2 m breit. Der Tiefgang betrug 5,4 m, die Verdrängung 2.100 Tonnen. Der Antrieb des Schiffs erfolgte durch zwei Dampfturbinen von General Electric, der Dampf wurde in vier Kesseln von Babcock & Wilcox erzeugt. Die Leistung betrug 60.000 Wellen-PS, die Höchstgeschwindigkeit lag bei 35 Knoten.

### Bewaffnung und Elektronik
Hauptbewaffnung des Zerstörers waren fünf 5"/38 Mk.30-Einzeltürme sowie zehn 21"-Torpedos in zwei Rohrsätzen. Dazu kamen diverse Flugabwehrkanonen. Die Flugabwehrbewaffnung wurde im Laufe des Krieges aufgrund der zugenommenen Bedrohung weiter verstärkt.
Die USS Bennett war mit Radar ausgerüstet. Am Mast über der Brücke waren ein SG- und ein SC-Radar montiert, mit denen Flugzeuge auf Entfernungen zwischen 15 und 30 Seemeilen und Schiffe in Entfernungen zwischen 10 und 22 Seemeilen geortet werden konnten. Zur Unterwasserortung war ein QC-Sonar eingebaut.

## Geschichte
Die USS Bennett wurde am 10. Dezember 1941 auf der Boston Navy Yard auf Kiel gelegt. Am 16. April 1942 wurde sie von der Witwe des Namensgebers getauft und am 9. Februar 1943 unter dem Kommando von Commander E. B. Taylor in Dienst gestellt. Die USS Bennett gehörte zur Destroyer Division (DesDiv) 89 des Destroyer Squadron (DesRon) 45.

### 1943
Nach Abschluss der Erprobungsfahrten lief die Bennett nach Pearl Harbor. Sie erreichte Hawaii am 31. Mai 1943 und führte bis Ende Juli Patrouillen in den hawaiianischen Gewässern durch. Anschließend eskortierte sie einen Konvoi nach Efate. Vom 27. Juli bis 28. Oktober blieb sie auf Efate stationiert und diente als Flugsicherungsschiff und patrouillierte im Gebiet der Neuen Hebriden. Am 1. November 1943 eskortierte sie zusammen mit Guest, Fullam, Hudson, Renshaw, Conway, Terry, Anthony, Wadsworth, Braine und Sigourney einen aus zwölf Truppentransportern bestehenden Konvoi mit ca. 13.300 US Marines an Bord nach Bougainville. Nach Erreichen des Landungsabschnittes bei Kap Torokina im Norden der Kaiserin-Augusta-Bucht unterstützten die Zerstörer die Invasion durch Einsatz ihrer Artillerie und bildeten die Flugabwehr. Bis zum 5. April 1944 blieb sie in den Neuen Hebriden.

### 1944
Nach dem Einsatz vor Bougainville operierte die USS Bennett gegen feindlichen Schiffsverkehr im Seeraum vor Truk und nahm an den Operationen gegen die Green Islands teil. Sie gehörte zur Task Group (TG) 31.8, die neben der USS Bennett aus den Schnellen Transportern USS Talbot, USS Waters und USS Dickerson sowie den Zerstörern USS Guest, USS Hudson und USS Guest bestand. Am frühen Morgen des 31. Januar 1944 befand sich die TG 31.8 vor Green Islands und schiffte das Green Raider Detachment, eine aus neuseeländischen und amerikanischen Soldaten bestehende Einheit, aus. Aufgabe der Green Raiders war das Auskundschaften der japanischen Verteidigungsstellungen. Am nächsten Morgen wurden die Raiders wieder aufgenommen. Während der Landung auf Green Island am 15. Februar 1944 wurde der Zerstörer erneut zur Unterstützung eingesetzt.
Die USS Bennett war an der Beschießung der japanischen Stützpunkte Kavieng am 18. Februar sowie Rabaul am 29. Februar beteiligt. Bis Ende April blieb sie vor Bougainville und gehörte anschließend zu den Schiffen, die für die Operation Forager, der Eroberung der Marianen zusammengezogen wurden. Sie war von Mitte Juni bis Mitte August an den Landungen auf Saipan und Guam beteiligt. Ende August verlegte sie in den Zentralpazifik und nahm zwischen dem 12. und 25. September an den Landungen auf Peleliu and Angaur teil. Im Oktober lief sie von Manus nach San Francisco, wo sie am 25. Oktober 1944 einlief und überholt wurde. Nach Abschluss der Arbeiten erreichte sie am 24. Dezember Pearl Harbor, wo sie Ausbildungen durchführte.

### 1945
Am 19. Februar 1945 lief sie Iwo Jima an, um dort als Radarvorposten während der Schlacht um Iwo Jima eingesetzt zu werden. Während des Einsatzes wurde sie am 1. März bei einem Luftangriff durch einen Blindgänger leicht beschädigt.
Ab 1. April wurde sie während der Schlacht um Okinawa als Radarvorposten vor den Okinawa-Inseln eingesetzt. Am 7. April um 08:50 Uhr wurde sie von einem Kamikaze getroffen, wodurch drei Mann getötet und 18 verwundet wurden. Des Weiteren wurde der vordere Maschinenraum beschädigt und die elektrische Versorgung fiel aus. Die USS Bennett konnte mit eigener Kraft den amerikanischen Stützpunkt auf den Kerama-Inseln erreichen. Am nächsten Tag wurde sie von der USS Yuma nach Saipan geschleppt. Nach Abschluss der provisorischen Reparaturen lief sie nach Bremerton und ging in die Puget Sound Navy Yard, wo sie von Mai bis August 1945 repariert wurde. Im August verlegte sie nach Adak auf den Aleuten und führte vom 28. August bis 26. September eine Fahrt nach Petropawlowsk-Kamtschatski auf der Halbinsel Kamtschatka durch.
Nach ihrer Rückkehr zum Stützpunkt San Diego wurde die USS Bennett am 21. Dezember 1945 außer Dienst gestellt. Am 18. April 1946 wurde sie der Reserveflotte zugeordnet.

## Paraíba
Am 15. Dezember 1959 erfolgte die Übergabe des Zerstörers an die Marinha do Brasil, die das Schiff auf den Namen CT (Contratorpedeiro) Paraíba (D 28) taufte. Auf der Überführungsfahrt geriet die Paraíba in einen schweren Sturm und nahm Wasser im Achterschiff auf, so dass das Heck bis Höhe des Achterdecks absackte. 1978 wurde das Schiff außer Dienst gestellt und als Zielschiff versenkt.

## Auszeichnungen
Die USS Bennett wurde mit neun Battle Stars und einer Navy Unit Commendation ausgezeichnet.